# Paul Leary
Paul Leary Walthall (ur. 1957) profesjonalnie znany jako Paul Leary, jest amerykańskim muzykiem, który zasłynął głównie grą na gitarze w rockowej grupie Butthole Surfers. Zajmuje się on także produkcją piosenek oraz albumów innych artystów; byli to m.in. Sublime, Meat Puppets, Daniel Johnston, The Reverend Horton Heat, Pepper i The Refreshments. 
W 1991 roku wydał solową płytę The History of Dogs. Obecnie gra w zespole Carny.